# Semakau

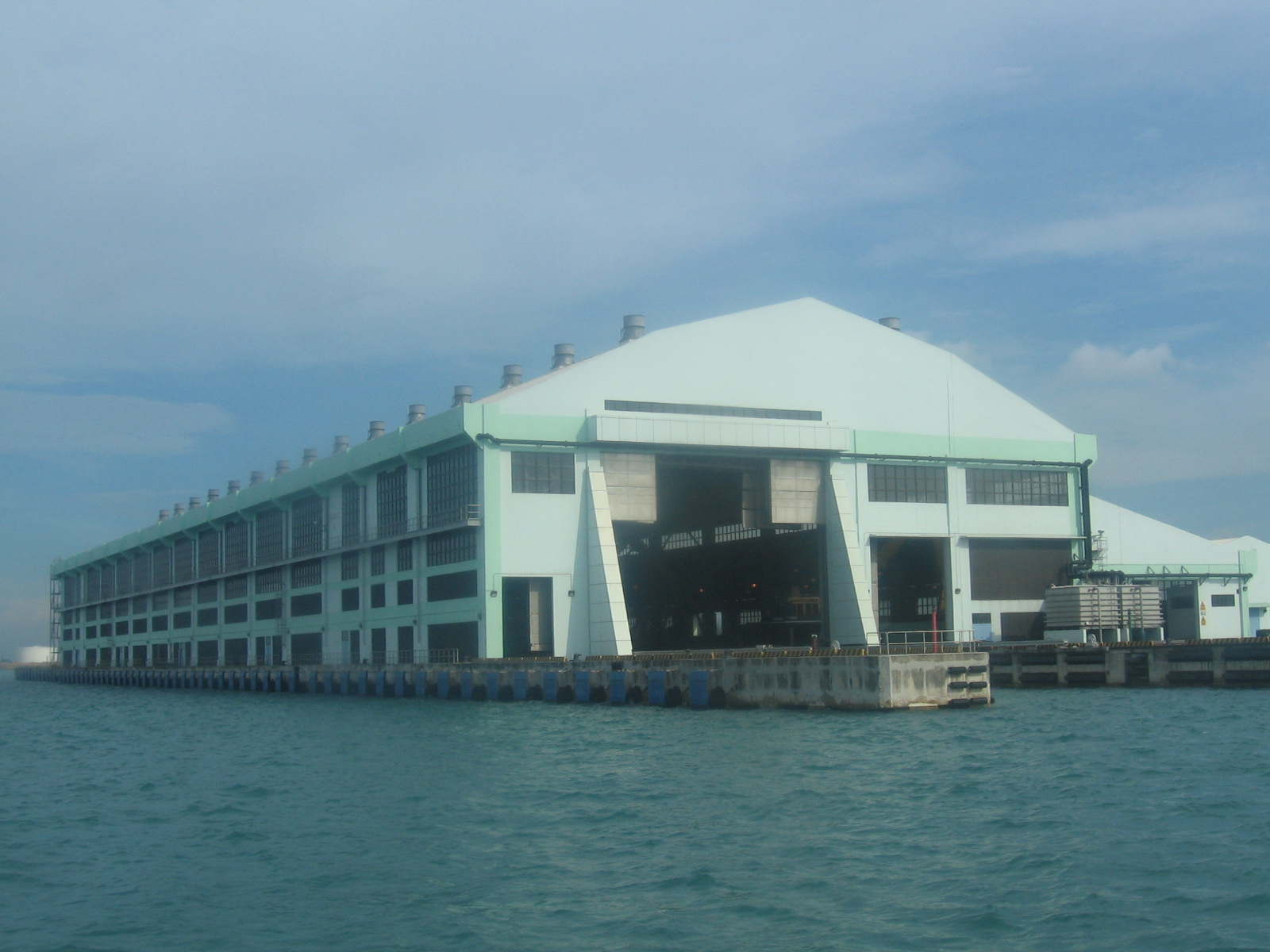
Estación receptora del relleno sanitario de Semakau

La Isla Semakau ( en inglés: Semakau Island; Chino: 士马高岛; en malayo: Pulau Semakau), está situada al sur de la isla principal de Singapur, fuera de los estrechos de Singapur. El vertedero de Semakau se encuentra en la parte oriental de la isla, y fue creado por la fusión de Pulau Sakeng (también conocida como Pulau Seking), y "anclada" a Pulau Semakau. El relleno sanitario es el primer vertido en alta mar de Singapur y ahora el único vertedero que queda en Singapur.

## Historia
En Pulau Semakau había un pequeño pueblo de pescadores, al igual que en la cercana isla de Pulau Sakeng (en chino, 锡 京 岛), que también era conocida como Pulau Seking. Las casas construidas en las dos islas estaban encaramadas sobre pilotes, ya que la mayoría de los habitantes eran pescadores de subsistencia, que vivían de los arrecifes de coral en sus aguas. Ambas islas contaban con unas pocas tiendas de provisiones, pero el centro de la comunidad se encontraba en Pulau Semakau, mientras que el puesto de policía estaba situado en Pulau Sakeng, atendido por un oficial de la Policía Marítima de Singapur).
En 1987, el gobierno de Singapur, después de haber adquirido las tierras de ambas islas a los isleños, se dispuso a reubicarlos en el continente, donde fueron reasentados en las áreas de viviendas de Bukit Merah y Telok Blangah por la Junta de Vivienda y Desarrollo. Uno de los residentes más antiguos siguió viviendo en Pulau Sakeng, a pesar de que su familia había sido reasentada, pero finalmente él también se mudó en 1991, ya que el embarcadero de la isla cayó en un estado lamentable de deterioro. La SPCA de Singapur se encargó de reunir a los pocos gatos que quedaron atrás después de su partida.
Los planes para el vertedero se anunciaron por primera vez en febrero de 1989.
Posteriormente, Pulau Sakeng fue absorbida por el proceso de recuperación de tierras de Pulau Semakau y la actual estación receptora del vertedero de Semakau se construyó directamente sobre Pulau Sakeng después de ese proceso.

## Vertedero
El vertedero de Semakau es el primer y único relleno sanitario costero de Singapur y entre las islas del sur de Singapur. Abarca un área total de 3,5 kilómetros cuadrados y tiene una capacidad de 63 millones de m³. Para crear el espacio en los vertederos fue necesario, un perímetro de roca de 7 kilómetros que se construyó para encerrar una parte del mar entre Pulau Semakau y Pulau Sakeng. Actualmente se estima que el vertedero, que comenzó sus operaciones el 1 de abril de 1999, durará hasta 2045. El Ministerio de Medio Ambiente y Recursos Hídricos, junto con la Agencia Nacional del Medio Ambiente que gestiona el vertedero, espera que este plazo se ampliará a través de la minimización de residuos y diversas iniciativas de conservación de recursos. 